# NGC 7741
NGC 7741 é uma galáxia espiral barrada (SBc) localizada na direcção da constelação de Pegasus. Possui uma declinação de +26° 04' 31" e uma ascensão recta de 23 horas, 43 minutos e 54,3 segundos.
A galáxia NGC 7741 foi descoberta em 10 de Setembro de 1784 por William Herschel.